# Dvärgsilkesapa
Dvärgsilkesapan (Cebuella pygmaea eller Callithrix pygmea) är en art i familjen kloapor och tillhör de minsta arter i ordningen primater.
Arten är ensam i taxonet Cebuella som listas av IUCN som släkte och av Wilson & Reeder (2005) som undersläkte till Callithrix. Två underarter är beskrivna.
- Cebuella pygmaea pygmaea, i norra delen av utbredningsområdet.
- Cebuella pygmaea niveiventris, i södra delen av utbredningsområdet.

## Utbredning
Arten förekommer i slättlandet kring Amazonfloden och dess bifloder, i västra Brasilien, södra Colombia, östra Peru, östra Ecuador och norra Bolivia. I sällsynta fall når dvärgsilkesapan 950 meter över havet.

## Utseende
Dvärgsilkesapor har en 11 till 15 cm lång kropp (huvud och bål) och väger 85 till 140 gram. Därtill kommer en 17 till 22 cm lång svans. Pälsen är på ovansidan gråbrun och på buken vitaktig eller orange. Långa hårtofsar vid huvudet och på bröstet liknar en man. Ofta har pälsen en olivgrön skugga. På svansen förekommer många ringar i svart och gråbrun-oliv. Arten skiljer sig från andra silkesapor i avvikande detaljer av tändernas och könsdelarnas konstruktion. Svansen används inte som gripverktyg.

## Levnadssätt
Dessa djur lever i träd och är aktiva under dagen, huvudsakligen på morgonen och på senare eftermiddagen. De går med fyra extremiteter på horisontella grenar men har även bra förmåga att hoppa. Dvärgsilkesapor lever i grupper som oftast består av en eller två vuxna honor, en eller två vuxna hanar och deras ungar i olika generationer. En flock har oftast 2 till 15 medlemmar. Gruppernas revir är tydligt avgränsade från varandra utan överlappning. Kontakt mellan olika flockar förekommer ytterst sällan. Övernattningsstället används flera nätter. Platsen ligger vanligen i ett träd cirka 7 till 10 meter över marken. Det kan även vara andra ansamlingar av växtlighet eller i enstaka fall en övergiven termitstack vid sidan av en trädstubbe. Där vilar flockens medlemmar tät intill varandra. Platsen lämnas på morgonen en efter en med en dominant individ i spetsen.
Artens läte liknar syrsornas läte.

### Föda
Födan består huvudsakligen av trädens vätskor och naturgummi. Därför skrapar dessa primater med tänderna i barken. Ibland äter de även insekter, spindeldjur, unga växtskott och frukter.

### Fortplantning
Några forskare hävdar att dvärgsilkesapor lever monogamt medan andra påstår att en hona parar sig med flera hanar. Bara den dominanta honan parar sig. Allmänt förekommer två kullar per år och kullen består av tvillingar. Dräktigheten varar ungefär 20 veckor och vid födelsen väger ungarna 14 till 27 gram. De diar sin mor cirka tre månader. Ungdjurens far och andra gruppmedlemmar hjälper till med uppfostrandet. Vid slutet av andra året (18 till 24 månader) är ungarna könsmogna.
Med människans vård kan dvärgsilkesapan leva 18 år.

## Hot
Dvärgsilkesapor förekommer numera i flera olika områden , efter världens djurparkers insats för att rädda dvärgsilkesaporna. Nu är dvärgsilkesaporna vanligare i det vilda, men ännu finns hotet skogsskövling. I några delar av utbredningsområdet jagas arten eller det fångas ungdjur för att göra dem till sällskapsdjur. Hela beståndet listas av IUCN som sårbar (VU).

## Uppfödning och handel
Skansenakvariet i Stockholm är världens största exportör av dvärgsilkesapan. Jonas Wahlström, akvariets ägare, har i en intervju för Dagens Nyheter berättat om detta och att det på zoo runtom i världen finns dvärgsilkesapor från just Skansen.